# Есмырза
Есмырза́ (каз. Есмырза) — село в Узункольском районе Костанайской области Казахстана. Входит в состав Узункольского сельского округа. Код КАТО — 396661200.

## Население
В 1999 году население села составляло 242 человека (122 мужчины и 120 женщин). По данным переписи 2009 года в селе проживал 251 человек (129 мужчин и 122 женщины).